# 寝台特急「北陸」殺人事件
『寝台特急「北陸」殺人事件』（しんだいとっきゅうほくりくさつじんじけん）は、西村京太郎の推理小説。1984年に講談社から刊行された。

## ストーリー
太陽物産に勤める高橋理沙は、大学時代の親友・本田めぐみの電話に誘われて、金沢への旅行を決意する。しかし翌日、金沢のホテルにいるはずのめぐみが、連絡をよこさない。不安になった理沙は、めぐみと同じ大学時代の親友で、今は富山の旅館を継いだ神木美也子と連絡を取りながら、寝台特急「北陸」で金沢へと向かう。
だが、事件は「北陸」のなかで起こった。早朝、理沙は何者かに後頭部を一撃され、気がつくと男の死体と一緒に、狭い寝台に横たわっていたのだ。しかもその死体は、大学時代に知り合った井崎徹である。一度は殺人犯と疑われながらも、警察から解放された理沙は、美也子と共に金沢に急ぐ。
イラストレーターとなっためぐみと、大手広告会社に勤務していた井崎は、仕事とプライベートの両方で付き合いがあったらしい。だとすると井崎の死に、めぐみも巻き込まれているのか。消えためぐみの身を案じる二人は、金沢の名所旧跡から芦原温泉、そして越前海岸の東尋坊へと、彼女の足跡をたどっていく。
一方東京では、売れないイラストレーターが毒殺されるという事件が発生する。被害者とめぐみにつながりがあったことが明らかになり、十津川警部と亀井刑事の名コンビが、本格的に事件を担当することになる。関係者の証言から、しだいに明らかになる事件の構図。そして十津川警部は亀井とともにすべての謎を解くため、寝台特急「北陸」に乗り込んだ。
井崎徹殺しには、不可解な謎があった。理沙が後頭部を一撃されたのが9号車の通路、そして昏倒した理沙と井崎の死体が発見されたのが、1号車の寝台である。つまり犯人は意識不明になった理沙を、わざわざ1号車まで連れて行っているのだ。十津川はこの点に大いに疑問を抱くと共に興味を覚える。
そして「北陸」に乗り込み、深夜起きていた十津川はある事に驚く。それが十津川の疑問を一瞬にして吹き飛ばし、犯人特定と事件解決への最大のヒントとなる。

## 登場人物
- 十津川省三
- 亀井定雄
- 高橋理沙
- 神木美也子
- 本田めぐみ
- 井崎徹